# Aggressive Inline
Aggressive Inline is een aggressive skating-computerspel ontwikkeld door Z-Axis en Full Fat. Het spel werd uitgebracht door Acclaim Entertainment in 2002. Bekende skaters als Chris Edwards, Eito Yasutoko, Franky Morales, Jaren Grob en Taïg Khris komen voor in het spel.

## Gameplay
Het doel in het spel is om de opgegeven doelen uit te voeren. Deze kan de speler krijgen door met andere karakters in het spel te praten. Bij sommige doelen moet de speler een bepaald aantal punten halen binnen een bepaalde tijd. Ook doelen met het betrekking tot trucs komen voor in het spel.
Het spel houdt bij hoe vaak een speler bepaalde activiteiten uitvoert. Bij bepaalde momenten gaat de speler een level omhoog in een activiteit, daardoor wordt de betreffende activiteit makkelijker en sneller uitgevoerd.

## Soundtrack
De volgende nummers kwamen in het spel voor:
- The Ataris - Song 13
- Black Sheep - The Choice Is Yours (Revisited)
- Boy Hits Car - I'm a Cloud
- Eric B. & Rakim - Don't Sweat the Technique
- Hoobastank - Crawling in the Dark
- Payable on Death - Youth of the Nation
- The Pharcyde - Passin' Me By
- Reel Big Fish - Sell Out
- Saliva - Your Disease
- Student Rick - Falling For You
- Student Rick - Monday Morning
- Sublime - Wrong Way
- The Vandals - An Idea for a Movie